# Chevrolet Series M
Voir aussi: Chevrolet Superior

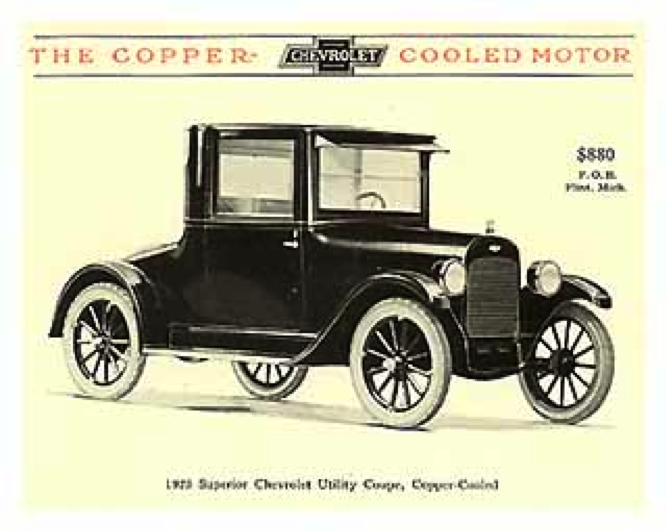
Chevrolet série M "1923"

La Chevrolet Series M Copper-Cooled de 1923 était une automobile conçue par Chevrolet en 1923 pour être entièrement refroidie par air. Elle a été conçue par Charles F. Kettering, ingénieur en chef de Delco, l'aile division de recherche de General Motors à Dayton, Ohio. L'automobile utilisé le style de carrosserie de sa prédécesseure, mais incorporé un moteur refroidi par air. Le refroidissement par air, par opposition au refroidissement par eau, était beaucoup plus pratique dans un sens car il ne nécessitait pas de radiateur, ni la tuyauterie qui l'accompagnait. Bien que le refroidissement par air n'était pas nouveau à l'époque, il était nouveau pour les moteurs de cette échelle. La Chevrolet Copper-Cooled était en fait un projet réalisable; cependant, le produit final n'était pas à la hauteur des normes imaginées par Kettering. La voiture surchauffé dangereusement par temps chaud et mettait en danger la sécurité des conducteurs. Seuls quelques-unes ont atteint la surface de vente, pour être rappelées et détruites par Chevrolet. La Chevrolet Series M Copper-Cooled de 1923 a consommé de grandes quantités de ressources pour le développement et a finalement été un échec.

## Conception
Les plans et les recherches de Kettering l'ont amené à croire que son idée était possible. Il a décidé qu'un moteur en fonte avec des ailettes en cuivre en U donnerait un meilleur refroidissement, contrairement à l'aluminium qui est le premier choix pour les automobiles modernes. Le cuivre était un bon candidat car il est supérieur à la chaleur conductrice. Les ailettes en cuivre seraient soudées électriquement au moteur. Kettering a passé beaucoup de temps à rechercher des modèles d'ailettes qui fourniraient un refroidissement plus efficace, ainsi que différentes façons de fabriquer et d'assembler lesdites ailettes,.
Kettering a trouvé qu'une configuration Overhead Valve (OHV) était la conception de moteur la plus viable. Le moteur OHV de Kettering était une conception avancée pour la période. La conception était à quatre cylindres et exigeait une configuration de moteur droite. Ce type de moteur permettait un meilleur refroidissement à l'extrémité supérieure du moteur, ainsi qu'entre les cylindres. Cependant, un problème qui découlait de cette conception était de trouver un endroit pour incorporer les ailettes en cuivre sur lesquelles Kettering avait basé tout son projet. Pour contourner ce problème, Kettering a pris le haut de la chambre de combustion et l'a incorporé au cylindre. Cela a résolu plusieurs problèmes. L'un étant l'espace requis pour les ailettes et l'autre étant les fuites d'huile, qui étaient très dangereuses pour les systèmes refroidis par air.
Les fuites d'huile dans un système refroidi par air représentaient des risques d'incendie, ainsi que des risques pour la santé, car lorsque de l'huile fuit sur les surfaces métalliques chaudes du moteur, elle crée de la fumée et peut s'enflammer, causant de graves dommages à l'automobile et à ses occupants. De plus, en raison de la couche d'huile brûlée, le refroidissement serait considérablement réduit. Kettering a compris ces préoccupations et a continué à travailler sur des moyens qui minimiseraient la possibilité d'une fuite d'huile sur les cylindres chauds. Il a constaté que la meilleure solution était de n'avoir qu'un seul emplacement de fuite possible au-dessus des culasses. C'est le joint entre le carter et le cylindre. Cela ne laissait presque pas d'huile au-dessus des cylindres, et un seul endroit possible pour une source de fuite. Cela a considérablement réduit le risque de fuite d'huile et a permis aux mécaniciens de localiser une fuite d'huile bien plus efficacement.
Kettering a également décidé d'ajouter un ventilateur à la base du moteur pour ajouter un élément d'induction au système de refroidissement. Le ventilateur tournerait à une fois et demie la vitesse du moteur aspirant l'air à travers un évent depuis le bas du collecteur du moteur. Ce schéma de conception a permis un refroidissement par le bas qui était plus efficace et plus facile à contrôler. Après l'installation du ventilateur sur le prototype, la voiture été finalement équipée du démarreur électrique automatique, signature de Kettering.

## Controverse
En 1919, Kettering présente son idée à Pierre S. du Pont, alors directeur de General Motors. Du Pont a été impressionné par le travail accompli par Kettering. Il a été particulièrement impressionné par l'idée d'éliminer le radiateur et tous les problèmes qui l'accompagnaient. Du Pont a approuvé la nouvelle conception pour des tests dans les divisions Chevrolet et Oakland (automobile). Lors des tests, la voiture avait échoué à certains tests d'Oakland et a été fortement critiquée. Kettering a pris personnellement toute critique de son travail et a exprimé son mécontentement à General Motors. La direction de GM l'a rassuré et a poussé Oakland et Chevrolet à développer davantage le projet Oakland n'était cependant pas satisfait du projet et Fred Hannum a exprimé cette notion à Pierre du Pont dans une lettre expliquant les problèmes qui tourmentaient l'automobile. Chevrolet, à l'époque, avait élu un nouveau président. William S. Knudsen était beaucoup plus tolérant et voyait des possibilités dans la conception de Kettering. Cependant, Kettering s'impatientait et convoqua une réunion avec GM pour discuter de l'avancement de son projet. Lors de la réunion, il a dit à GM que le moment était venu. C'était soit commencer la production, soit complètement oublier le concept. Chevrolet a donné du temps dans son calendrier pour commencer la nouvelle année de production, et Oldsmobile a également montré des signes d'intérêt. Oakland a abandonné l'idée du refroidissement par air et est revenu au refroidissement liquide.

## Production
La production était fixée à 1 000 voitures en février 1923, et en octobre de la même année, la production était fixée à 50 000 voitures. Lorsque les plans ont finalement été mis en route, GM a fait une déclaration disant: "La seule question qui semblait rester au début de la nouvelle année concernant la voiture refroidie par eau était la date exacte à laquelle elle devrait être abandonnée.". À la consternation de Kettering, seulement 759 voitures étaient en fait sorti des chaînes de production en mai 1923. Sur ces 759, seulement 500 ont été mis en vente, les 259 autres ont été détruites dans les usines. Sur les 500 qui ont été mis en vente, 300 ont atteint les surfaces de vente et sur ces 300, seuls 100 ont été entre les mains des clients.
Lorsque le véhicule a finalement été rendu public, tous les problèmes dont Oakland s'était plaint étaient devenus réalité. Le moteur été refroidi de manière inégale et montré une perte de puissance importante par temps chaud. Le moteur pré-chauffé également fortement à des températures plus élevées. Oldsmobile n'a pas participé au projet et a continué à travailler avec leurs conceptions de refroidissement par eau. Kettering était furieux et a menacé de quitter GM après son échec. Il était convaincu du contraire.

## Exemplaires survivants
Chevrolet a réussi à rappeler tous les véhicules vendus et à les détruire, à l'exception de 2 qui ont survécu jusau'à ce jour. L'une se trouve au musée Henry Ford à Dearborn, au Michigan, et l'autre au musée national de l'automobile de Reno, au Nevada. Certains moteurs ont également survécu.